# Alameda (metrostation)
Alameda is een metrostation gelegen aan de Groene lijn en Rode lijn van de metro van Lissabon.
Het station werd op 18 juni 1972 geopend en werd op 19 mei 1998 uitgebreid met een deel dat het begin is van de rode lijn. Daarmee is het belangrijk overstapstation van de metro van Lissabon geworden. Op 29 augustus 2009 was dit station niet meer het beginpunt van de Rode lijn aangezien de verlenging van de Rode lijn naar station São Sebastião op die dag werd geopend.
Het is gelegen aan het kruispunt van de Avenida Almirante Reis en de Alameda D. Afonso Henriques.